# Кометиани, Пётр Антонович
Пётр Антонович Кометиани (16 октября 1901, Кутаис, Российская империя — 25 мая 1984, Тбилиси, Грузинская ССР, СССР) — советский и грузинский биохимик, академик АН Грузинской ССР (1955-84).

## Биография
Родился Пётр Кометиани 16 октября 1901 года в Кутаисе. В 1924 году окончил ТбилГУ. Благодаря его успешным показателям успеваемости, его оставляют там, где с 1925-по 1927 год работает на кафедре кормления сельскохозяйственных животных. С 1928-по 1929 год занимает должность заведующего биохимической лабораторией Института животноводства Наркомзема Грузинской ССР. С 1930-по 1933 год работал на кафедрах биохимии сельскохозяйственного и зооветеринарного институтов Грузинской ССР. В 1934 году возвращается в ТбилГУ, где с 1934-по 1984 год занимал должность профессора биохимии, одновременно с этим занимал должность руководителя отдела биохимии Института физиологии АН Грузинской ССР.
Скончался Пётр Кометиани 25 мая 1984 года в Тбилиси.

## Научные работы
Основные научные работы посвящены биохимии мышечной и нервной ткани.
- Установил, что ацетилхолин непосредственно влияет на работу натриевого насоса мембран.

## Членство в обществах
- Член Международного общества по нейрохимии (1967).